# Пауль-Еерік Руммо
Пауль-Еерік Руммо (ест. Paul-Eerik Rummo; *19 січня 1942, Таллінн) — естонський поет та політик, в минулому міністр культури та освіти Естонії та міністр внутрішніх справ.

## Біографія
Руммо, син естнського письменника Раула Руммо, народився в Таллінні. Пауль-Еерік вивчав літературу у Тартуському університеті, який він закінчив у 1965 році. Руммо працював у естонських театрах.
Пауль-Еерік Руммо одружений з акторкою та письменницею Вііу Херм.

## Спадок
У романі «Чистка» (фін. Puhdistus) Софі Оксанен, поезія Руммо, яка пронизує усю оповідь, стала символом опору проти русифікації в Естонії.